# Кенвал
Кенвал (англ. Cenwalh; умер в 672) — король Уэссекса в 643—645 и 648—672 годах.

## Биография
В отличие от отца Кинегильса, Кенвал сначала был язычником. Став королём, он выгнал свою прежнюю жену и взял другую. В 645 году Пенда Мерсийский, брат отвергнутой супруги, пошёл войной на Уэссекс и захватил его. Кенвал отправился в изгнание к Анне, королю восточных англов. Там он ближе познакомился с христианским вероучением и вскоре крестился. Вернувшись на уэссекский престол, Кенвал позволил проповедовать франку Агильберту. Однако вскоре королю надоел этот проповедник, говоривший на незнакомом языке, и он пригласил сакса Вини, разделив Уэссекс на две епархии. Вини основал епархию в Винчестере, где был построен собор святого Петра. Оскорблённый Агильберт уехал в Галлию, а вскоре Кенвал изгнал и Вини, который купил у короля Мерсии Вульфхера кафедру в Лондоне. После этого Кенвал стал просить Агильберта вернуться обратно, но тот согласился лишь прислать своего племянника Леутера, который оставался епископом западных саксов до самой смерти.
Восстановившись на престоле, Кенвал развернул наступление на запад, где ещё существовало кельтское королевство Думнония. В 658 году он разбил бриттов в так называемой битве при Пеоннуме (предположительно в районе современного селения Пенселвуд, недалеко от Винкантона). Эта победа открыла путь к последующему завоеванию Сомерсета, Глостершира и Дорсета.
В 661 году вновь проявила активность соседняя Мерсия. Король Вульфхер разорил Эскесдун (современный Эшдаун в Беркшир-Дауне) и дошёл до самого юга Уэссекса, захватив остров Уайт, который отдал своему крестнику Этельвалху.
После возвращения из восточноанглийского изгнания Кенвал стал именоваться в документах как «король западных саксов», в то время как ранее он и его предшественники назывались «королями гевиссеев».